# 이지훈 (2002년)
이지훈(2002년 3월 2일 ~ ) 은 대한민국의 축구 선수로, 현재 천안 시티 FC 소속이다.